# Ceratozamia microstrobila
Ceratozamia microstrobila Vovides & J.D.Rees, 1983 è una pianta appartenente alla famiglia delle Zamiaceae. È diffusa nello stato di San Luis Potosí, in Messico.
Il suo epiteto specifico deriva dal greco e significa "piccola pigna".

## Descrizione
Il tronco, parzialmente sotterraneo, ha una forma ovoidale o grossolanamente cilindrica; è lungo 25 cm e ha un diametro di 10 cm.
Le foglie, da 2 a 4 per pianta, sono lunghe 70 cm e sono provviste di un picciolo tomentoso. Ogni foglia è composta da 20-30 foglioline lanceolate, lunghe 15–18 cm e disposte sul rachide in modo opposto o alternato.
È una specie dioica, con coni maschili di colore bruno, lunghi 17 cm e di 2,3 cm di diametro. I coni femminili, di colore grigio brunastro, sono lunghi 6 cm e hanno un diametro di 4,4 cm. Tanto i macrosporofilli quanto i microsporofilli presentano due caratteristiche proiezioni cornee all'apice lunghe 2 mm.
I semi, di forma ovoidale, sono lunghi 18–19 mm e sono ricoperti da un tegumento bianco, che diventa marrone quando raggiungono la maturità. Sono piante diploidi con 8 coppie di cromosomi.

## Distribuzione e habitat
Questa specie è diffusa nello stato di San Luis Potosí e nella parte più meridionale dello stato di Tamaulipas in Messico.
Cresce ad una media di 850 metri di altitudine, e predilige terreni calcarei nelle zone di transizione tra le foreste di querce e le foreste decidue miste.

## Tassonomia
Ceratozamia microstrobila fa parte del cosiddetto Ceratozamia latifolia species complex, un gruppo di specie con caratteristiche simili che comprende C. latifolia, C. huastecorum, C. decumbens e  C. morettii.

## Conservazione
La IUCN Red List classifica C. microstrobila come specie vulnerabile. In particolare è minacciata dalla deforestazione a scopo agricolo.
La specie è inserita nella Appendice I della Convention on International Trade of Endangered Species (CITES).